# Problemas de Landau
Os Problemas de Landau são quatro conhecidos problemas sobre os números primos, que Edmund Landau catalogou como "inatacáveis no estado atual da ciência" durante o Congresso Internacional de Matemáticos de 1912.
Os quatro problemas são os seguintes:
- A conjectura de Goldbach: Todo número par maior que 2 pode ser expresso como a soma de dois números primos ?
- A conjectura dos números primos gêmeos: Há infinitos números primos p tais que (p+2) também é um número primo ?
- A conjectura de Legendre: Sempre existe um número primo entre dois quadrados perfeitos ?
- A conjectura de que há infinitos números primos p tais que (p-1) é um quadrado perfeito. Dizendo de outra forma, há infinitos números primos da forma {\displaystyle n^{2}+1} ?

## Progresso

### Conjectura de Goldbach
O Teorema de Vinográdov demostra a conjectura fraca de Goldbach para os n suficientemente grandes. Deshouillers,Effinger, Te Riele e Zinaviev demostraram a conjetura fraca de forma condicionada à hipótese generalizada de Riemann.Sabe se que a conjetura fraca se cumpre para todo n fora do intervalo {\displaystyle (10^{20},e^{3100})}
O teorema de Chen demostra que para todos os n suficientemente grandes, {\displaystyle 2n=p+q} onde p é primo e q é primo ou semiprimo. Montgomery e Vaughan demostraram que o conjunto excepcional dos números pares que não podem ser expressos como soma de dois primos tem densidade zero.

### Conjectura dos primos gêmeos
Goldston, Pintz e Yıldırım demostraram que a diferença entre dois números primos consecutivos pode ser muito menor que a diferença média entre dois primos consecutivos:
{\displaystyle \liminf {\frac {p_{n+1}-p_{n}}{{\sqrt {\log p_{n}}}(\log \log p_{n})^{2}}}<\infty .}
Anteriormente, demostraram condicionalmente,sobreconjetura de Elliott-Halberstam, uma versão mais fraca da conjectura dos números primos gêmeos em que há um número infinito de primos p tais que {\displaystyle \pi (p+20)-\pi (p)\geq 1}. Onde {\displaystyle \pi (x)} é a função de contagem de números primos. A conjectura dos primos gêmeos substitui o 20 da expressão por 2.
Chen demonstrou que existem infinitos primos p ( que posteriormente ficaram conhecidos como primos de Chen ) tais que p + 2 é primo ou semiprimo.

### Conjectura de Legendre
É suficiente mostrar que cada número primo p, a diferença com o próximo primo é menor que  {\displaystyle 2{\sqrt {p}}}. Uma tabela de diferenças máximas entre os primos consecutivos mostra que a conjetura se verifica até 1018. Um contra exemplo próximo a 1018 requeriria uma diferença de cinquenta milhões de vezes maior que a diferencia média entre um primo e o seguinte de.
Um resultado de Ingham mostra que existe um número primo entre {\displaystyle n^{3}} e  {\displaystyle (n+1)^{3}} para cada n suficientemente grande..

### Primos da forma n^2+1  (n2+1{\displaystyle n^{2}+1})
O teorema de Friedlander-Iwaniec mostra que há infinitos números primos da forma {\displaystyle x^{2}+y^{4}}. Iwaniec também mostrou que existem infinitos números da forma {\displaystyle n^{2}+1} com no máximo dois fatores primos.